# NS Savannah

NS Savannah

O NS Savannah foi o primeiro navio mercante movido a energia nuclear. Foi construída no final da década de 1950 a um custo de US$ 46,9 milhões (incluindo um reator nuclear e um núcleo de combustível de US$ 28,3 milhões) e lançada em 21 de julho de 1959. Ela foi financiada por agências governamentais dos Estados Unidos. Savannah foi um projeto de demonstração para o uso potencial da energia nuclear. O navio recebeu o nome de SS Savannah, o primeiro navio a vapor a cruzar o oceano Atlântico. Ela estava em serviço entre 1962 e 1972 como um dos quatro navios de carga movidos a energia nuclear já construído. (O quebra-gelo soviético Lenin, lançado em 5 de dezembro de 1957, foi o primeiro navio civil movido a energia nuclear.)
Em sua viagem inaugural iniciada em 20 de agosto de 1962, Savannah realizou demonstrações, navegando primeiro para Savannah, seu porto de origem. Durante esta viagem, um instrumento defeituoso iniciou o desligamento do reator, que foi relatado erroneamente como um grande acidente na imprensa.
Savannah foi desativada em 1971 e foi ancorado no Pier 13 do Canton Marine Terminal em Baltimore, Maryland, desde 2008.